# Bernard Rahis
Bernard Rahis ou Raïs est un footballeur international français né le 12 février 1933 à Blida (Algérie française) et mort le 16 mars 2008 à Serra-di-Ferro (Corse-du-Sud). Il mesure 1,76 m pour 80 kg. Il était attaquant au Nîmes Olympique. Avec cette équipe, il a marqué 104 buts en 241 matches de championnat.

## Carrière de joueur
- Nîmes Olympique ( France) (1954-1963)
- Servette de Genève ( Suisse) (1963-1964)
- Lille OSC ( France) (1964-1965)
- FC Annecy ( France) (1965-1966)[2]

## Palmarès
- International A de 1959 à 1961 (trois sélections et un but marqué)
- Vice-champion de France de D1 en 1958, 1959 et 1960 (avec le Nîmes Olympique)
- Finaliste de la Coupe de France 1958 et 1961 (avec le Nîmes Olympique)